# Malcolm Bilson

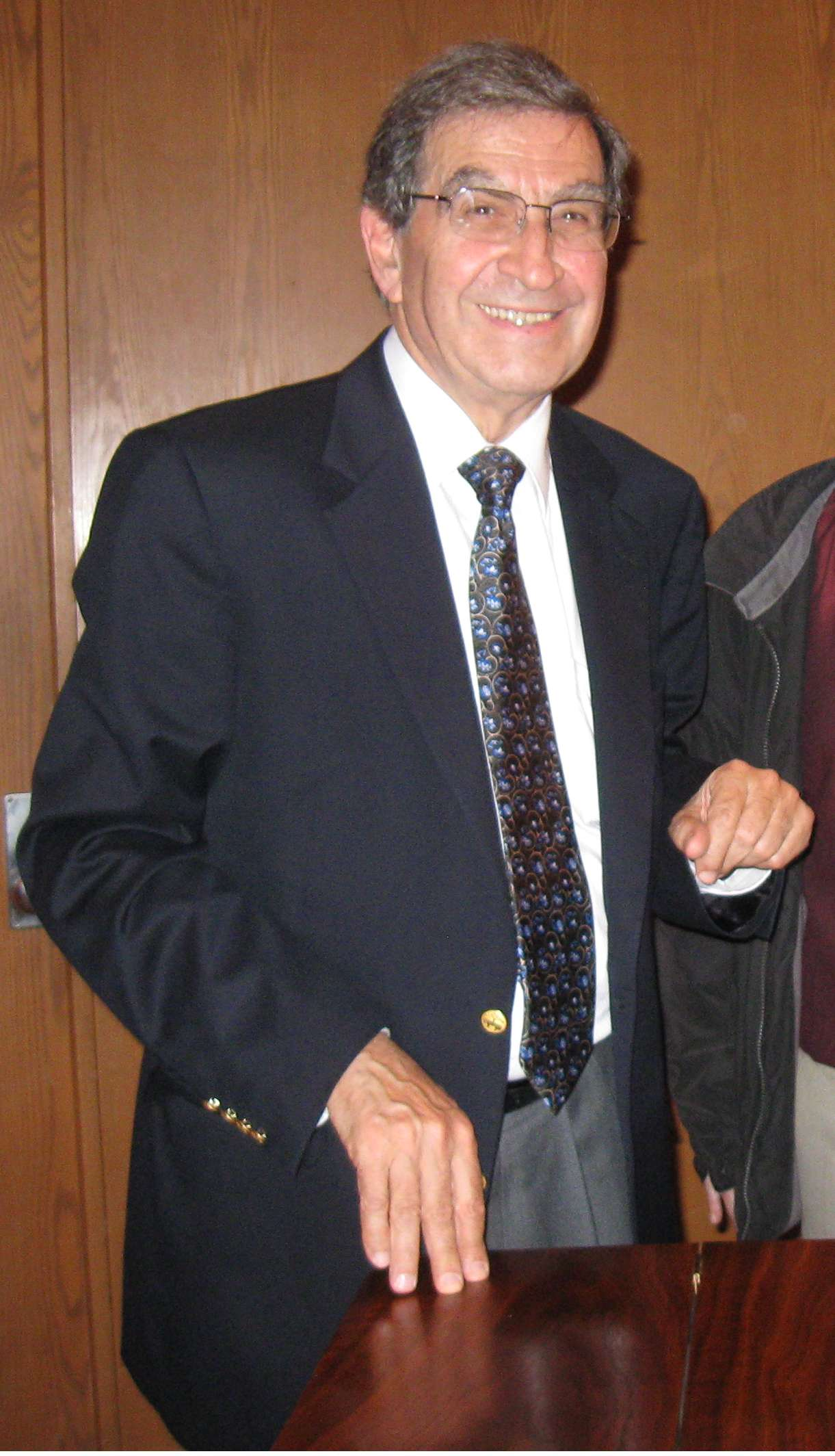
Malcolm Bilson

Malcolm Bilson (* 24. Oktober 1935) ist ein amerikanischer Pianist.

## Biografie
Der amerikanische Pianist Malcolm Bilson gehört mit Fritz Neumeyer, Rolf Junghanns, Paul Badura-Skoda, Jörg Demus und Bradford Tracey zur ersten Generation von Pianisten, die sich intensiv mit historisch-informierter Aufführungspraxis auseinandersetzten. Neben seiner pianistischen Tätigkeit erkannte er bereits in den 1960er Jahren die Bedeutung von musikwissenschaftlichen Studien und aufführungspraktischen Fragen für das Spiel auf historischen Tasteninstrumenten – ebenso wie die Notwendigkeit, einen konsequenten Austausch mit Instrumentenbauern zu pflegen. Seine Interpretationen auf zeittypischen Instrumenten stellten damit einen neuen Interpretationsansatz in einer Zeit dar, die vor allem durch das Spiel auf modernen Instrumenten geprägt war.
Malcolm Bilson ist spezialisiert auf Musik des ausgehenden 18. und des frühen 19. Jahrhunderts. Sein bevorzugtes Instrument ist das Fortepiano. Auf diesem Instrument stellt er die Musik von Joseph Haydn, Wolfgang Amadeus Mozart, Ludwig van Beethoven und Franz Schubert dar. Zugleich widmet er sich auch unbekannten oder vergessenen Komponisten der Epoche der Klassik und Frühromantik.
Seit 1968 unterrichtet er an der Cornell University in Ithaca, New York, wo er als Inhaber des Frederick-J.-Whiton-Lehrstuhls für Musik eine ganze Generation von Pianisten ausbildete, die inzwischen selbst wichtige Lehrpositionen auf der ganzen Welt ausüben (darunter Bart van Oort – Den Haag, Tom Beghin – Montreal, Ursula Dütschler – Holland, Zvi Meniker – Hannover). Seit seiner Emeritierung setzt er seine pädagogische Tätigkeit mit Meisterkursen und Vorträgen fort. Zugleich ist er Jurymitglied von wichtigen Musikwettbewerben wie dem Internationalen Johann-Sebastian-Bach-Wettbewerb in Leipzig.
Mit seiner 1995 erschienenen DVD „Knowing the score“, in welcher er auf den Zusammenhang von Notation und Aufführungspraxis eingeht, hat Bilson neue wissenschaftliche Maßstäbe in der Klavierpädagogik gesetzt.
Malcolm Bilson tritt international mit den bedeutendsten Orchestern und Dirigenten, welche die historische Aufführungspraxis pflegen, auf: John Eliot Gardiner, Christopher Hogwood, Nicholas McGegan, Concerto Köln, English Baroque Soloists, Academy of Ancient Music und Tafelmusik Toronto.
1994 wurde Bilson in die American Academy of Arts and Sciences gewählt.
Der Asteroid (7387) Malbil wurde nach ihm benannt.

## Diskografie (Auswahl)
- Joseph Haydn: Klaviersonaten (Claves, 2005)
- Wolfgang Amadeus Mozart: Sämtliche Klavierkonzerte (mit den English Baroque Soloists unter John Eliot Gardiner; Deutsche Grammophon – Archiv Produktion, 1984–1989). Hammerflügel nach Walter von Philip Belt
- Wolfgang Amadeus Mozart: Sämtliche Klaviersonaten (Hungaroton, 1989–1991)
- Wolfgang Amadeus Mozart: Sämtliche Sonaten für Fortepiano und Violine (mit Sergiu Luca; Nonesuch, 1984)
- Ludwig van Beethoven: Sämtliche Klaviersonaten (Claves, 1996). Salvatore Lagrassa 1815, Gottlieb Hafner 1835, Johann Fritz 1825, Hammerflügeln; Hammerflügeln nach Walter von Paul McNulty, von Chris Maene, nach Johann Schantz von Thomas und Barbara Wolf, nach Walter und Conrad Graf 1825 von Rodney Regier
- Ludwig van Beethoven: Sämtliche Sonaten für Pianoforte und Violoncello (mit Anner Bylsma; Nonesuch, 1987–1991)
- Franz Schubert: Sämtliche Klaviersonaten (Hungaroton, 2003). Conrad Graf 1835, Hammerflügel
- Franz Schubert: Werke für Klavier zu vier Händen (mit Robert Levin; Deutsche Grammophon – Archiv Produktion, 1998)